# Tình yêu diệu kỳ (phim truyền hình Ấn Độ)
Tình yêu diệu kỳ (tiếng Hindi: Yeh Rishta Kya Kehlata Hai, còn được biết đến với tên viết tắt là YRKKH) là một bộ phim truyền hình Ấn Độ được thực hiện bởi Director's Kut Productions do Romesh Kalra, Jai Kalra và Ram Pandey làm đạo diễn. Bộ phim lên sóng lần đầu tiên vào ngày 12 tháng 1 năm 2009 trên kênh Star Plus cùng với sự tham gia của các diễn viên như Hina Khan, Karan Mehra, Shivangi Joshi, Mohsin Khan, Pranali Rathod và Harshad Chopda.